# Echyra castanea
Echyra castanea är en skalbaggsart som beskrevs av Marc Lacroix 1997. Echyra castanea ingår i släktet Echyra och familjen Melolonthidae. Inga underarter finns listade i Catalogue of Life.